# Pares Paüls de Figueres
Pares Paüls de Figueres és un edifici del municipi de Figueres  a la comarca de l'Alt Empordà que forma part de l'Inventari del Patrimoni Arquitectònic de Catalunya.

## Descripció
L'edifici és situat al límit de l'eixample, a davant de la carretera de Roses, als afores de la ciutat en el moment de la construcció. Planta baixa amb sòcol imitant els carreus i tretze arcs rebaixats on s'inscriuen les finestres i les portes. Per sobre un segon registre inclou els dos pisos superiors, ordenats per pilastres adossades amb sòcol. Les finestres són quadrades, de la mateixa mida i són emmarcades per una motllura. Edifici coronat per cornisa i balustrada, que correspon a la terrassa de cobriment.

## Història
Aquesta façana es va edificar per aprofitar el terreny que va quedar entre la carretera de Roses (Vilallonga) i l'antic edifici benedictí: La façana posterior del carrer del mar és l'original i la de davant ha quedat a l'interior de l'actual construcció. El 1807 els monjos benedictins de St. Pere de Roda abandonen l'antic monestir i s'estableixen a Figueres. Entre l'any 1820 i 1823 les obres són interrompudes i els monjos expulsats i el convent utilitzat com a caserna dels Cent Mil Fills de Sant Lluís. Els monjos tornen l'any 1825. L'any 1842 és subhastat en el context de les desamortitzacions, i el 1843 el senyor Vilallonga i Paler va comprar una quarta part de la propietat desamortitzada. El 1854 es va obrir la carretera de Roses tallant la propietat en dos: anan d'això es va edificar la nova façana.